# ブリーダーズカップ・ターフスプリント
ブリーダーズカップ・ターフスプリント（Breeders' Cup Turf Sprint）とはアメリカ競馬の祭典であるブリーダーズカップ・ワールド・サラブレッド・チャンピオンシップの2日目の競走として行われる、3歳以上の芝の競走である。施行距離は開催競馬場によって異なり、2022年現在、最短5ハロンから最長6.5ハロンでの開催実績がある。創設は2008年。日本では他の競走に倣ってBCターフスプリント（ビーシー - ）と簡略化されることが多い。
アメリカ競馬の芝スプリントチャンピオンを決定する競走である。

## 歴史
- 2008年 創設。当初は国際グレードなしで行われる（国際グレードに指定されるための条件に満たないため）。
- 2010年 G2に格付けされる。
- 2012年 G1に格付けされる。
- 2013年 Mizdirection（ミズディレクション）が史上初の2連覇。

### 開催競馬場
| 回数   | 開催競馬場               | 施行距離 |
| ------ | ------------------------ | -------- |
| 第1回  | サンタアニタパーク競馬場 | 芝6.5f   |
| 第2回  | サンタアニタパーク競馬場 | 芝6.5f   |
| 第3回  | チャーチルダウンズ競馬場 | 芝5f     |
| 第4回  | チャーチルダウンズ競馬場 | 芝5f     |
| 第5回  | サンタアニタパーク競馬場 | 芝6.5f   |
| 第6回  | サンタアニタパーク競馬場 | 芝6.5f   |
| 第7回  | サンタアニタパーク競馬場 | 芝6.5f   |
| 第8回  | キーンランド競馬場       | 芝5.5f   |
| 第9回  | サンタアニタパーク競馬場 | 芝6.5f   |
| 第10回 | デルマー競馬場           | 芝5f     |
| 第11回 | チャーチルダウンズ競馬場 | 芝5.5f   |
| 第12回 | サンタアニタパーク競馬場 | 芝5f     |
| 第13回 | キーンランド競馬場       | 芝5.5f   |
| 第14回 | デルマー競馬場           | 芝5f     |
| 第15回 | キーンランド競馬場       | 芝5.5f   |
| 第16回 | サンタアニタパーク競馬場 | 芝5f     |
| 第17回 | デルマー競馬場           | 芝5f     |
| 第18回 | デルマー競馬場           | 芝5f     |

### 歴代優勝馬
| 回数   | 施行日         | 調教国・優勝馬     | 日本語読み               | 性齢 | タイム  | 優勝騎手         | 管理調教師     |
| ------ | -------------- | ------------------ | ------------------------ | ---- | ------- | ---------------- | -------------- |
| 第1回  | 2008年10月25日 | Desert Code        | デザートコード           | 牡4  | 1:11.60 | R.ミグリオア     | D.ホフマンズ   |
| 第2回  | 2009年11月7日  | California Flag    | カリフォルニアフラッグ   | 騸5  | 1:11.28 | J.タラモ         | B.コリナー     |
| 第3回  | 2010年11月6日  | Chamberlain Bridge | シャンバーレインブリッジ | 騸6  | 0:56.53 | J.セリオ         | W.カルホーン   |
| 第4回  | 2011年11月5日  | Regally Ready      | リーガリーレディ         | 騸4  | 0:56.48 | C.ナカタニ       | S.アスムッセン |
| 第5回  | 2012年11月3日  | Mizdirection       | ミズディレクション       | 牝4  | 1:11.39 | M.スミス         | M.パイプ       |
| 第6回  | 2013年11月2日  | Mizdirection       | ミズディレクション       | 牝5  | 1:12.25 | M.スミス         | M.パイプ       |
| 第7回  | 2014年11月1日  | Bobby's Kitten     | ボビーズキッチン         | 牡3  | 1:12.73 | J.ロサリオ       | C.ブラウン     |
| 第8回  | 2015年10月31日 | Mongolian Saturday | モンゴリアンサタデー     | 騸5  | 1:03.49 | F.ジェルー       | E.ガンバット   |
| 第9回  | 2016年11月5日  | Obviously          | オブヴィアスリー         | 騸8  | 1:11.33 | F.プラット       | P.ダマート     |
| 第10回 | 2017年11月4日  | Stormy Liberal     | ストーミーリベラル       | 騸5  | 0:56.12 | J.ロサリオ       | P.ミラー       |
| 第11回 | 2018年11月3日  | Stormy Liberal     | ストーミーリベラル       | 騸6  | 1:04.50 | D.ヴァンダイク   | P.ミラー       |
| 第12回 | 2019年11月2日  | Belvoir Bay        | ベルヴォアベイ           | 牝6  | 0:54.83 | J.カステリャーノ | P.ミラー       |
| 第13回 | 2020年11月7日  | Glass Slippers     | グラススリッパーズ       | 牝4  | 1:01.53 | T.イーヴス       | K.ライアン     |
| 第14回 | 2021年11月6日  | Golden Pal         | ゴールデンパル           | 牡3  | 0:55.22 | I.オルティス Jr. | W.ウォード     |
| 第15回 | 2022年11月5日  | Caravel            | カラヴェル               | 牝5  | 1:01.79 | T.ガファリオン   | B.コックス     |
| 第16回 | 2023年11月4日  | Nobals             | ノーボールズ             | 騸4  | 0:55.15 | G.コラレス       | L.リヴェリ     |
| 第17回 | 2024年11月2日  | Starlust           | スターラスト             | 牡3  | 0:55.92 | R.ライアン       | R.ベケット     |